# Kabalistyczny zapis dat
Kabalistyczny zapis dat stosowano, podobnie jak chronostych, w okresie baroku.
Ten pomysł nawiązywał do kabały, w której literom hebrajskim przypisane były liczby. W tym wypadku litery alfabetu łacińskiego odpowiadały następującym liczbom:
| A | B | C | D | E | F | G | H | I | K  | L  | M  | N  | O  | P  | Q  | R  | S  | T   | V   | X   | Y   | Z   |
| 1 | 2 | 3 | 4 | 5 | 6 | 7 | 8 | 9 | 10 | 20 | 30 | 40 | 50 | 60 | 70 | 80 | 90 | 100 | 200 | 300 | 400 | 500 |

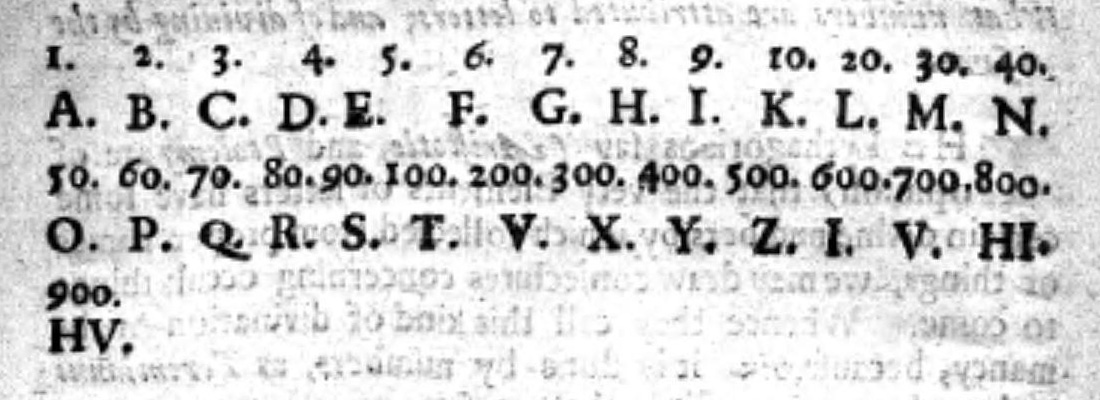
Tabela numerologiczna z De Occulta Philosophia libri III Heinricha Corneliusa Agrippy.

Datę oblicza się sumując wszystkie liczby odpowiadające kolejnym literom tekstu. Zapis stosowano w drukach i rękopisach. W przypadku druków najczęściej podawano pod poszczególnymi słowami sumę liczb ich liter. Autorzy trudzili się nad stworzeniem tekstu, z którego daje się odczytać datę.
| Te  | o  | Pater | aeterna | in | patria | pars | pace | reviset |
| 105 | 50 | 246   | 232     | 49 | 251    | 231  | 69   | 489     |

czyli rok 1722.
Niektórzy twórcy potrafili połączyć chronostych z zapisem kabalistycznym:
Mentes eDoCtas seCtata es LeX sata sorte
Tak datował Szymon Banaczkowski swe dzieło Honor philosophicus, wydane w Krakowie w roku 1760 (datę można odczytać zarówno jako chronostych, jak i w zapisie kabalistycznym).
Kabalistyczny zapis dat stosowany był głównie do datowania druków czy rękopisów, a incydentalnie tylko pojawiał się w inskrypcjach. Być może jedyny taki przykład kabalistycznego zapisu daty można zobaczyć na cokole figury św. Jana Nepomucena w Niedźwiedniku koło Ziębic w pow. ząbkowickim.